# Friedrich David Fuchs
Friedrich David Fuchs (słow. Fridrich David Fuchs, węg. Fuchs Frigyes; ur. 31 grudnia 1799 w Lewoczy, zm. 6 października 1874 tamże) – spiskoniemiecki geodeta i leśnik, przedsiębiorca górniczo-hutniczy, współzałożyciel i działacz Węgierskiego Towarzystwa Karpackego, kartograf, publicysta, jeden z najlepszych znawców Wysokich Tatr w XIX w. Autor jednego z pierwszych, a w swoim czasie najobszerniejszego przewodnika turystycznego po tych górach.
Początkowe nauki pobierał w Lewoczy, następnie uczył się w Debreczynie i Peszcie, gdzie w roku 1819 ukończył kurs praktycznej geometrii. Po dwuletniej praktyce i pomyślnie zdanym egzaminie wstępnym studiował na Akademii Leśnej w Mariabrunn koło Wiednia. Po rocznej pracy w Aradzie powrócił na Spisz. Od 1827 r. pełnił funkcję nadzorcy w zakładzie hutniczym w Hrabušicach. W tym samym 1827 roku założył 23-hektarowy park z wieloma gatunkami drzew w powstającym Lubowniańskim Zdroju. Od 1834 r. zarządzał majątkiem w Nowej Lubowli, a następnie w Jakubanach. W tych drugich w 1838 r. również uruchomił hutę. Później przeniósł się do rodzinnej Lewoczy, gdzie w latach 1847–1848 założył w Lewockiej Dolinie walcownię stali z fabryką drutu i łańcuchów.
Od młodości interesował się Tatrami i sporo po nich wędrował. Te doświadczenia wiele mu pomogły, gdy w latach 1860–1866 prowadził w Wysokich Tatrach prace geodezyjne i barometryczne pomiary wysokości szeregu szczytów i przełęczy. Miały one być podstawą do opracowania obszernej mapy Tatr i okolicy, której jednak nie zdołał wydać.
W sytuacji nadmiernych polowań i powszechnego kłusownictwa jako jeden z pierwszych wypowiadał się zdecydowanie za ochroną tatrzańskiej zwierzyny, zwłaszcza kozic i świstaków. Wielokrotnie zajmował krytyczny głos w sprawie ówczesnego stanu tatrzańskich lasów, przedstawiając w swoich publikacjach szereg postępowych idei z zakresu nowoczesnej gospodarki leśnej.
Był autorem „Podręcznika dla wędrujących po górach” pt. Die Central Karpathen mit dem nächsten Voralpen (Centralne Karpaty z najbliższymi przedgórzami, Peszt 1863). Książka przedstawia charakterystykę przyrodniczą Tatr, szereg rad praktycznych dla turystów i podaje opisy wycieczek ze Starego Smokowca m.in. do Doliny Mięguszowieckiej, na Krywań, wypraw z Kieżmarku we wschodnie rejony Tatr oraz z Jaworzyny Tatrzańskiej i Zakopanego w północną część tych gór. Do wydawnictwa została dołączona pomniejszona, „turystyczna” mapa Wysokich Tatr.
Pod koniec życia, w 1873 r., został współzałożycielem Węgierskiego Towarzystwa Karpackiego i członkiem pierwszego zarządu tej organizacji. Proponowano mu objęcie funkcji przewodniczącego, jednak odmówił ze względu na pogarszający się stan zdrowia. Zmarł już w następnym roku. Pochowany został na cmentarzu ewangelickim w Lewoczy.
W niemieckim i węgierskim nazewnictwie tatrzańskim jego postać upamiętniają nazwy Fuchssee i Fuchs-tó (Wyżni Harnaski Staw w Dolinie Staroleśnej).